# Cleveland Browns 2014
La stagione 2014 dei Cleveland Browns è stata la 66ª della franchigia, la 62ª nella National Football League e la prima con Mike Pettine come capo-allenatore e Ray Farmer come general manager. La squadra migliorò il record di 4-12 dell'anno precedente, salendo a 7–9, la prima stagione con meno di dieci sconfitte dal 2007. Ad ogni modo Cleveland mancò i playoff per il 12º anno consecutivo, la peggior striscia negativa della sua storia.

## Scelte nel Draft 2014
| Scelte dei Cleveland Browns nel draft 2014 |        |                   |       |             |
| Giro                                       | Scelta | Giocatore         | Ruolo | College     |
| 1                                          | 8      | Justin Gilbert    | CB    | Oklahoma St |
| 1                                          | 22     | Johnny Manziel    | QB    | Texas A&M   |
| 2                                          | 35     | Joel Bitonio      | OT    | Nevada      |
| 3                                          | 71     | Christian Kirksey | LB    | Iowa        |
| 3                                          | 94     | Terrance West     | RB    | Towson      |
| 4                                          | 127    | Pierre Desir      | CB    | Lindenwood  |

## Roster
| Roster dei Cleveland Browns nel 2014 |
| --- |
| Quarterback - 2 Johnny Manziel - -- Brian Hoyer Running Back - 48 Ray Agnew III FB - 34 Isaiah Crowell - 44 Ben Tate - 20 Terrance West - 41 Glenn Winston Wide Receiver - 19 Miles Austin - 11 Travis Benjamin - 17 LaRon Byrd - 18 Taylor Gabriel - 16 Andrew Hawkins Tight End - 82 Gary Barnidge - 84 Jordan Cameron - 47 MarQueis Gray Offensive Linemen - 75 Joel Bitonio G - 77 John Greco G - 69 Caylin Hauptmann G - 55 Alex Mack C - 74 Paul McQuistan G - 72 Mitchell Schwartz T - 62 Ryan Seymour T - 73 Joe Thomas T - 64 Martin Wallace T Defensive Linemen - 95 Armonty Bryant DE - 92 Desmond Bryant DE - 93 John Hughes NT - 67 Ishmaa'ily Kitchen NT - 98 Phil Taylor DE - 90 Billy Winn DE Linebacker - 59 Tank Carder ILB - 56 Karlos Dansby ILB - 58 Christian Kirksey ILB - 99 Paul Kruger OLB - 52 Eric Martin OLB - 51 Barkevious Mingo OLB - 53 Craig Robertson ILB - 97 Jabaal Sheard OLB Defensive Back - 24 Johnson Bademosi FS - 38 Aaron Berry CB - 26 Pierre Desir CB - 21 Justin Gilbert CB - 39 Tashaun Gipson FS - 23 Joe Haden CB - 30 Jim Leonhard S - 42 Robert Nelson DB - 33 Jordan Poyer SS - 22 Buster Skrine CB - 31 Donte Whitner SS - 36 K'Waun Williams DB Special Team - 8 Billy Cundiff K - 5 Spencer Lanning P - 57 Christian Yount LS Lista delle riserve - 61 Michael Bowie G/T (IR) - 50 Darius Eubanks ILB (IR) - 12 Josh Gordon WR (Sospeso) - 68 Nick McDonald C (NF-Inj.) - 15 Marlon Moore WR (Sospeso) - 35 Isaiah Trufant CB (IR) Squadra di allenamento - -- James Brown G - 60 Jacobbi McDaniel DL - 87 Emmanuel Ogbuehi TE - 96 Keith Pough OLB - 9 Connor Shaw QB - -- Kiero Small FB - 94 Justin Staples OLB 53 attivi, 6 inattivi, 7 nella squadra di allenamento, 0 free agent |
| Legenda - I rookie sono in corsivo. - Il primo ruolo è il principale mentre gli eventuali successivi indicano i ruoli secondari. - (IR) sta per Injured Reserve ed indica la lista ristretta per un solo giocatore infortunato che può tornare ad allenarsi dopo la settimana 6 e a rientrare in prima squadra dopo che questa ha giocato 8 partite. - (NF-Inj.) / (NF-Ill.) stanno rispettivamente per Non-Football Injured e Non-Football Illness ed indicano le liste dove viene inserito un giocatore che ha un infortunio o una malattia non dipendente dal football americano. - (PUP) sta per Physically Unable to Perform ed indica la lista dove viene inserito un giocatore mentre è in attesa di recuperare la condizione fisica. Nella stagione regolare dopo la sesta partita giocata dalla propria squadra, il giocatore ha tempo tre settimane per riprendere ad allenarsi, più tre settimane aggiuntive dal suo rientro agli allenamenti per rientrare in prima squadra. |

## Calendario
| Turno | Data               | Avversario              | Risultato          | Record             | Stadio                  | Tabellino          |
| ----- | ------------------ | ----------------------- | ------------------ | ------------------ | ----------------------- | ------------------ |
| 1     | 7/9                | at Pittsburgh Steelers  | S 27–30            | 0–1                | Heinz Field             | Recap              |
| 2     | 14/9               | New Orleans Saints      | S 26–24            | 1–1                | FirstEnergy Stadium     | Recap              |
| 3     | 21/9               | Baltimore Ravens        | S 21–23            | 1–2                | FirstEnergy Stadium     | Recap              |
| 4     | Settimana di pausa | Settimana di pausa      | Settimana di pausa | Settimana di pausa | Settimana di pausa      | Settimana di pausa |
| 5     | 5/10               | at Tennessee Titans     | V 29–28            | 2–2                | LP Field                | Recap              |
| 6     | 12/10              | Pittsburgh Steelers     | V 31–10            | 3–2                | FirstEnergy Stadium     | Recap              |
| 7     | 19/10              | at Jacksonville Jaguars | S 6–24             | 3–3                | EverBank Field          | Recap              |
| 8     | 26/10              | Oakland Raiders         | V 23–13            | 4–3                | FirstEnergy Stadium     | Recap              |
| 9     | 2/11               | Tampa Bay Buccaneers    | V 22–17            | 5–3                | FirstEnergy Stadium     | Recap              |
| 10    | 6/11               | at Cincinnati Bengals   | V 24–3             | 6–3                | Paul Brown Stadium      | Recap              |
| 11    | 16/11              | Houston Texans          | S 7–23             | 6–4                | FirstEnergy Stadium     | Recap              |
| 12    | 23/11              | at Atlanta Falcons      | V 26–24            | 7–4                | Georgia Dome            | Recap              |
| 13    | 30/11              | at Buffalo Bills        | S 10–26            | 7–5                | Ralph Wilson Stadium    | Recap              |
| 14    | 7/12               | Indianapolis Colts      | L 24–25            | 7–6                | FirstEnergy Stadium     | Recap              |
| 15    | 14/12              | Cincinnati Bengals      | S 0–30             | 7–7                | FirstEnergy Stadium     | Recap              |
| 16    | 21/12              | at Carolina Panthers    | S 13–17            | 7–8                | Bank of America Stadium | Recap              |
| 17    | 28/12              | at Baltimore Ravens     | S 10–20            | 7–9                | M&T Bank Stadium        | Recap              |

Note: Gli avversari della propria division sono in grassetto.